# Air Tropiques
Air Tropiques was een Congolese luchtvaartmaatschappij met haar hub op Luchthaven N'Dolo in Kinshasa. De maatschappij voerde binnenlandse, regionale en chartervluchten uit.

## Geschiedenis
Air Tropiques is opgericht in 2001 en de eerste vlucht werd in februari van datzelfde jaar gemaakt. Op 29 juni 2016 werd de maatschappij overgenomen door Kin Avia. Air Tropiques stond op de Europese zwarte lijst.

## Vloot

### Laatste vloot
De vloot van Air Tropiques bestond bij de overname in 2016 uit:
| Type                    | In dienst | Orders | Opmerkingen     |
| ----------------------- | --------- | ------ | --------------- |
| Beechcraft C-12 Huron   | 1         | —      | 9Q-CAJ          |
| Beechcraft King Air 200 | 1         | —      |                 |
| Fokker F27              | 1         | —      | 9Q-CLN          |
| Let L-410 Turbolet      | 2         | —      | 9Q-CFA & 9Q-CEO |
| Totaal                  | 5         | —      |                 |

### Voormalige vloot
De vloot van Air Tropiques bestond ook uit:
| Type                    | Aantal | Opmerkingen |
| ----------------------- | ------ | ----------- |
| Beechcraft 1900C        | 1      | 9Q-CEJ      |
| Beechcraft King Air 100 | 1      | 9Q-CEM      |
| Piper Seneca II         | 1      | 9Q-CSC      |

## Bestemmingen
Air Tropiques vloog in ieder geval naar:
| Land              | Stad         | Luchthaven                     | Opmerkingen |
| ----------------- | ------------ | ------------------------------ | ----------- |
| Congo-Brazzaville | Pointe-Noire | Luchthaven Pointe-Noire        | [ 11 ]      |
| Congo-Kinshasa    | Boma         | Luchthaven Boma                | [ 12 ]      |
| Congo-Kinshasa    | Goma         | Luchthaven Goma Internationaal | [ 13 ]      |
| Congo-Kinshasa    | Inga         | Luchthaven Inga                | [ 14 ]      |
| Congo-Kinshasa    | Kinshasa     | Luchthaven N'Dolo              | hub         |
| Congo-Kinshasa    | Matadi       | Luchthaven Matadi Tshimpi      | [ 14 ]      |
| Congo-Kinshasa    | Moanda       | Luchthaven Moanda              | [ 12 ]      |
| Gabon             | Mouanda      | Luchthaven Mouanda             | [ 11 ]      |

## Incidenten en ongevallen
- Op 4 december 2011 raakte een Beechcraft King Air 100 met registratie 9Q-CEM van de baan op de luchthaven van Pointe-Noire. Dit gebeurde vanwege het slechte weer en het inzakken van het landingsgestel. Niemand van de 10 inzittenden raakte gewond.[15]